# Miss Atlântico Internacional 2011
Miss Atlântico Internacional 2011 foi a 17ª. edição do tradicional concurso de beleza feminino de nível internacional sob o nome Miss Atlântico que ocorre anualmente na cidade de Punta del Este, no Uruguai. O certame foi transmitido ao vivo pelo sinal da Teledoce através do Canal 12 e transmitido pela Latinoamérica Televisión. Apresentado novamente pelo ator argentino Gabriel Corrado, o evento ainda contou com a participação de dezesseis candidatas e teve como vencedora a sul-africana Michelle Gildenhuys.

## Resultados

### Colocações
| Posição   | País e Candidata                      |
| Vencedora | - África do Sul - Michelle Gildenhuys |
| 2º. Lugar | - Costa Rica - Karol Quirós           |
| 3º. Lugar | - Panamá - Maria Gordon               |

### Premiações Especiais
- O concurso distribuiu as seguintes premiações:

| Prêmio              | País e Candidata               |
| Miss Internet       | - Brasil - Sancler Frantz      |
| Miss Simpatia       | - Colômbia - Paola Guzmán      |
| Miss Fotogenia      | - Argentina - Macarena Francia |
| Melhor Fantasia     | - Panamá - Karol Quirós        |
| Melhor Traje Típico | - México - Alejandra Balderas  |

## Jurados
Avaliaram as candidatas em biquini e entrevista:

### Final
1. María Inés Stasser, colunista social;
2. Francisco Calvete, diretor da Freixenet;
3. Danny Ruiz, representante do Conrad Resort;
4. Laetitia Princesa d’Arenberg, madrinha do concurso;
5. Carlos Scheck, diretor do Diario El País;
6. Yolanthe Snaijder-Cabau, modelo holandesa; e
7. Fabrizio Vignali, gerente geral dos Hotéis Brisas e Bentos.

| 1. Natalia Necasek, diretora de Marketing da Kaluga Pro; 2. Fabián Sciuto, estilista; 3. Lourdes Rapalín, diretora do Bethel Spa; 4. Nelson Mancebo, empresário e diretor artístico; 5. Daniel Rainusso, diretora da Sagrin S.A.; 6. Luis Millán, fashion designer; e 7. Gabriel Giribaldi, diretor da Optishop. | 1. Laetitia Princesa d’Arenberg, madrinha do concurso; 2. Francisco Paco Calvete, diretor do Freixenet Uruguay; 3. Luis Seguessa, Presidente da Fundação Códigos; 4. Dr. Rafael Barla, médico da Fundação Códigos; 5. Sra. Lourdes Rapalín, diretora do Bethel Spa; e 6. Hugo Perdomo, representante da Sagrin S.A. |

## Embaixatrizes
Trata-se de prêmios dados pelos patrocinadores:
| Prêmio        | País e Candidata                      | R     |
| Arapey Resort | - África do Sul - Michelle Gildenhuys | [ 4 ] |
| Colonia       | - Guatemala - Evelyn Guillen          | [ 5 ] |
| Être Belle    | - Brasil - Sancler Frantz             | [ 6 ] |
| Hotel Bentos  | - Espanha - Lorena López              | [ 7 ] |
| Hotel Brisas  | - Costa Rica - Karol Quirós           | [ 8 ] |

## Candidatas
Candidatas que disputaram o concurso este ano:
| - África do Sul - Michelle Gildenhuys - Andorra - Bianca Iglesias - Argentina - Macarena Francia - Bolívia - Alejandra Panozo - Brasil - Sancler Frantz - Colômbia - Paola Guzmán Ibatá - Costa Rica - Karol Quirós Mora - Equador - Mariuxi Denisse Bajaña | - Espanha - Lorena Pérez - Guatemala - Evelyn Guillén - México - Alejandra Balderas - Panamá - Ana Maria Gordón - Paraguai - Aida Jazmin González - Peru - Steffanie Solari - República Dominicana - Ileana Beltré - Uruguai - Ana Lucia Otero |

## Histórico
| - África do Sul - Andorra - Chile - Cuba - Estados Unidos - Venezuela | - México - Competiu pela última vez na edição de 2009. - Venezuela - Andrea Stefanía Vásquez |